# Международная литературная премия имени Николая Гоголя
«Международная литературная премия имени Николая Гоголя» или Премия «Триумф» имени Николая Гоголя — украинская литературная премия. 
Учреждена в 1998 году с целью поддержки украинского книгоиздания и деятелей культуры. С 2009 года премия носит имя Николая Гоголя. Её учредителем с 1999 года была общественная организация «Черниговский интеллектуальный центр». С 2014 года учредителем премии стала Международная литературно-художественная академия Украины. В состав Комитета по награждению входят известные литераторы, критики и учёные. Его председателем является писатель Сергей Дзюба.
Премия присуждается за произведения, популяризирующие духовно-культурное наследие Украины, без ограничений по гражданству и возрасту. Кандидатов выдвигают творческие и общественные организации, а число лауреатов ежегодно определяет учредитель премии. Лауреатами премии становились деятели культуры из Украины, США, Канады, Австралии, Германии, Словакии, Бразилии, Польши, Израиля, Латвии, Белоруссии и России.

## История
Премия была учреждена 7 мая 1998 года общественной организацией «Черниговский медиа-клуб» при содействии Национального союза писателей Украины, международных общественных организаций и благотворительных фондов с целью развития украинского книгоиздания и поддержки украинских писателей, деятелей искусства, учёных, журналистов, работников культуры и образования, общественных деятелей и меценатов.
20 сентября 1999 года, с согласия общественного объединения «Черниговский медиа-клуб», учредителем премии «Триумф» стала общественная организация «Черниговский интеллектуальный центр», объединяющая 45 главных редакторов, журналистов, писателей и учёных из Украины и зарубежья.
В ноябре 2008 года, в связи с историей проживания на Черниговщине писателя Николая Гоголя, Черниговский интеллектуальный центр принял решение о смене названия премии. С 2009 года, согласно приказу Министерства культуры и туризма Украины, награда была переименована и стала называться Международной литературной премией имени Николая Гоголя («Триумф»). С 1 ноября 2014 года учредительницей премии стала Международная литературно-художественная академия Украины, объединяющая известных писателей, переводчиков, учёных и журналистов из десятков стран мира.

## Комитет
Председатель Комитета по награждению с 2004 года — украинский писатель Сергей Дзюба, член Национального союза писателей Украины, президент общественной организации «Черниговский интеллектуальный центр», глава Черниговской городской организации Союза журналистов Украины и заведующий редакцией радио телерадиоагентства «Новый Чернигов».
В 2025 году в Комитет по награждению также вошли:
- Михаил Сидоржевский[укр.] — поэт, председатель Национального союза писателей Украины, главный редактор «Украинской литературной газеты»[укр.];
- Ярослав Савчин[укр.] — народный поэт Украины, лауреат премии «Золотой писатель мира», художник, журналист, критик;
- Пётр Кралюк — писатель, критик, доктор философских наук, профессор, проректор Национального университета «Острожская академия»;
- Виктор Терен[укр.] — писатель, известный общественный и государственный деятель, лауреат международных премий;
- Сантош Кумар Покхарел (Непал) — поэт и переводчик, лауреат премии «Золотой писатель мира».

## Критерии и процедуры отбора
Премия присуждается писателям, сценаристам и драматургам за лучшие произведения, способствующие популяризации духовно-культурного наследия украинского народа. Она может присуждаться как гражданам Украины, так и иностранцам и лицам без гражданства, без возрастных ограничений. На соискание премии могут быть выдвинуты работы как отдельных авторов, так и авторских коллективов численностью не более пяти человек.
Согласно Положению о премии, для включения в список соискателей премии представляются оригинальные произведения, опубликованные в последние 3 года (не позднее чем за полгода до подачи заявки). На получение премии не могут номинироваться лауреаты Национальной премии Украины имени Тараса Шевченко. Повторное присуждение премии возможно не ранее, чем через 2 года.
Количество лауреатов ежегодно определяется учредителем премии. Предложения по кандидатам на соискание премии подаются в Министерство культуры и туризма Украины творческими союзами, литературно-художественными объединениями, издательствами и общественными организациями.

## Известные лауреаты
Лауреатами Международной литературной премии имени Николая Гоголя «Триумф» в разные годы становились выдающиеся деятели культуры, литературы и искусства из Украины, США, Канады, Австралии, Германии, Словакии, Бразилии, Польши, Израиля, Латвии, Белоруссии и России.
Среди лауреатов — писатель и литературовед Иван Кошеливец, меценат Пётр Яцык, поэт и исследователь украинской литературы Игорь Павлюк; поэтесса, художница и переводчица Эмма Андиевская; художник Святослав Гордынский; философ и писатель Пётр Кралюк; писательница и литературовед Вера Вовк; поэт и прозаик Богдан Бойчук, литературовед и прозаик Михаил Слабошпицкий; поэт Василий Голобородько; писательница Оксана Забужко; поэт Василий Слапчук; писатель, переводчик и критик Дмитрий Чистяк; поэты и прозаики Василь Барка и Игорь Качуровский.